# Nazionale femminile di roller derby dell'Australia
La nazionale di roller derby dell'Australia è la selezione maggiore femminile di roller derby, il cui nickname è Team Australia, che rappresenta l'Australia nelle varie competizioni ufficiali o amichevoli riservate a squadre nazionali. Si è classificata terza nel campionato mondiale di roller derby 2014 di Dallas.

## Risultati
Legenda: Grassetto: Risultato migliore, Corsivo: Mancate partecipazioni

## Dettaglio stagioni

### Tornei

#### Mondiali
| Stagione | regular season | regular season | regular season | regular season | regular season | regular season | playoff | playoff | playoff | playoff | playoff | playoff   | playoff     |
|          | Vin            | Par            | Per            | Tot            | PF             | PS             | Vin     | Per     | Tot     | PF      | PS      | risultato | avversaria  |
| -------- | -------------- | -------------- | -------------- | -------------- | -------------- | -------------- | ------- | ------- | ------- | ------- | ------- | --------- | ----------- |
| 2011     | 2              | 0              | 0              | 2              | 315            | 82             | 2       | 2       | 4       | 466     | 858     | Quarta    | Inghilterra |
| 2014     | 3              | 0              | 0              | 3              | 1311           | 46             | 3       | 1       | 4       | 999     | 478     | Terza     | Canada      |
|          |                |                |                |                |                |                |         |         |         |         |         |           |             |
| Totale   | 5              | 0              | 0              | 5              | 1626           | 128            | 5       | 3       | 8       | 1465    | 1336    |           |             |

### Riepilogo bout disputati
| Anno | Luogo   | Evento   | Fase del torneo      | Incontro                  | Risultato |
| 2011 | Toronto | Mondiale | Fase a gironi        | Australia - Germania      | 136 - 53  |
| 2011 | Toronto | Mondiale | Fase a gironi        | Australia - Finlandia     | 179 - 29  |
| 2011 | Toronto | Mondiale | Primo turno playoff  | Australia - Scozia        | 251 - 48  |
| 2011 | Toronto | Mondiale | Quarti di finale     | Svezia - Australia        | 80 - 126  |
| 2011 | Toronto | Mondiale | Semifinale           | Australia - Stati Uniti   | 4 - 527   |
| 2011 | Toronto | Mondiale | Finale 3º - 4º posto | Australia - Inghilterra   | 85 - 203  |
| 2014 | Dallas  | Mondiale | Fase a gironi        | Australia - Italia        | 513 - 5   |
| 2014 | Dallas  | Mondiale | Fase a gironi        | Australia - Belgio        | 349 - 24  |
| 2014 | Dallas  | Mondiale | Fase a gironi        | Australia - Grecia        | 449 - 17  |
| 2014 | Dallas  | Mondiale | Ottavi di finale     | Australia - Scozia        | 464 - 35  |
| 2014 | Dallas  | Mondiale | Quarti di finale     | Australia - Nuova Zelanda | 284 - 56  |
| 2014 | Dallas  | Mondiale | Semifinale           | Stati Uniti - Australia   | 259 - 54  |
| 2014 | Dallas  | Mondiale | Finale 3º - 4º posto | Australia - Canada        | 197 - 128 |

## Confronti con le altre Nazionali
Questi sono i saldi dell'Australia nei confronti delle Nazionali incontrate.

### Saldo positivo
| Nazionale     | Giocate | Vinte | Pareggiate | Perse | PF  | PS  | Ultima vittoria | Ultimo pari | Ultima sconfitta |
| ------------- | ------- | ----- | ---------- | ----- | --- | --- | --------------- | ----------- | ---------------- |
| Scozia        | 2       | 2     | 0          | 0     | 715 | 83  | 2014            | -           | -                |
| Italia        | 1       | 1     | 0          | 0     | 513 | 5   | 2014            | -           | -                |
| Grecia        | 1       | 1     | 0          | 0     | 449 | 17  | 2014            | -           | -                |
| Belgio        | 1       | 1     | 0          | 0     | 349 | 24  | 2014            | -           | -                |
| Nuova Zelanda | 1       | 1     | 0          | 0     | 284 | 56  | 2014            | -           | -                |
| Finlandia     | 1       | 1     | 0          | 0     | 179 | 29  | 2011            | -           | -                |
| Germania      | 1       | 1     | 0          | 0     | 136 | 53  | 2011            | -           | -                |
| Canada        | 1       | 1     | 0          | 0     | 197 | 128 | 2014            | -           | -                |
| Svezia        | 1       | 1     | 0          | 0     | 126 | 80  | 2011            | -           | -                |

### Saldo negativo
| Nazionale   | Giocate | Vinte | Pareggiate | Perse | PF | PS  | Ultima vittoria | Ultimo pari | Ultima sconfitta |
| ----------- | ------- | ----- | ---------- | ----- | -- | --- | --------------- | ----------- | ---------------- |
| Stati Uniti | 2       | 0     | 0          | 2     | 58 | 686 | -               | -           | 2014             |
| Inghilterra | 1       | 0     | 0          | 1     | 85 | 203 | -               | -           | 2011             |